# Jessica Tomasi
Jessica Tomasi, född 3 juli 1986, är en italiensk bågskytt. Hon deltog vid olympiska sommarspelen 2012.